# Puccinia gymnopogonicola
Puccinia gymnopogonicola ist eine Ständerpilzart aus der Ordnung der Rostpilze (Pucciniales). Der Pilz ist ein Endoparasit des Süßgrases Gymnopogon burchellii. Symptome des Befalls durch die Art sind Rostflecken und Pusteln auf den Blattoberflächen der Wirtspflanzen. Sie kommt in Südamerika vor.

## Merkmale

### Makroskopische Merkmale
Puccinia gymnopogonicola ist mit bloßem Auge nur anhand der auf der Oberfläche des Wirtes hervortretenden Sporenlager zu erkennen. Sie wachsen in Nestern, die als gelbliche bis braune Flecken und Pusteln auf den Blattoberflächen erscheinen.

### Mikroskopische Merkmale
Das Myzel von Puccinia gymnopogonicola wächst wie bei allen Puccinia-Arten interzellulär und bildet Saugfäden, die in das Speichergewebe des Wirtes wachsen. Aecien oder Spermogonien der Art sind nicht bekannt. Die gelblichen bis farblosen Uredien des Pilzes wachsen oberseitig auf den Wirtsblättern. Ihre gelblichen Uredosporen sind 16–23 × 13–16 µm groß, fast kugelig bis eiförmig und fein stachelwarzig. Die beidseitig wachsenden Telien der Art sind schwärzlich, pulverig und früh offenliegend. Die goldenen bis hell haselnussbraunen Teliosporen sind zweizellig, ellipsoid bis langellipsoid und 28–41 × 18–22 µm groß. Ihre Stiele sind farblos bis bräunlich und 80 µm lang.

## Verbreitung
Das bekannte Verbreitungsgebiet von Puccinia gymnopogonicola umfasst Brasilien und Argentinien.

## Ökologie
Die Wirtspflanze von Puccinia gymnopogonicola ist Gymnopogon burchellii. Der Pilz ernährt sich von den im Speichergewebe der Pflanzen vorhandenen Nährstoffen, seine Sporenlager brechen später durch die Blattoberfläche und setzen Sporen frei. Die Art verfügt über einen Entwicklungszyklus, von dem bislang lediglich Telien und Uredien sowie deren Wirt bekannt sind; Spermogonien und Aecien konnten dem Pilz nicht zugeordnet werden.